# Умур бег
Умур бег, с пълно име Умур бег Айдъноглу (на турски: Aydınoğlu Umur Bey), наричан също Умур Лъв Божий, Умур победителя (Ghazi Umur), Умур паша (Umur Pasha), е вторият емир, управлявал от 1325 г. под върховенството на баща си и самостоятелно от 1334 до смъртта си през 1348 г. малоазийския бейлик Айдън (Aydınoğulları, Aydınoğulları Beyliği, Aydın Beyliği, Emirat Aydın) на турците селджуци със столица Смирна и главно пристанище Ефес.
Установява турско господство над Егейско море. Известен е като най-прославения и силен бей на Айдън. По време на неговото управление Айдън е сред най-значимите средиземноморски сили, разполагащ с флот от 300 – 350 кораба и войска от 20 000 меча.[необходимо е уточнение]
Придворният поет Енвери го определя като „Божия лъв“, който води справедливата свещена война на завоевание срещу неверниците християни. Западните извори обаче го описват малко по-различно.

## Произход
Фамилията му произлиза от прочутото племе Афшар от 24-племенната група на огузите. Емиратът е наречен на баща му и негов основател Айдъноглу Мехмед. Днешният град Айдън носи името на неговата династия.

## Преди възкачване
В началото на XIV век Иконийският султанат (1077 – 1307) се разпада на отделни бейлици. През 1308 г. Айдъноглу Мубаризедин Гази Мехмед Айдъноглу (1308 – 1334) основава бейлика Айдън и династията на Айдънидите. Първата столица е Бирги, след това столица става Ayasluğ (днес Селджук, Selçuk, близо до древен Ефес, от където идва и името „селджуци“) и накрая Смирна (дн. Измир).
Мехмед бей започва своите военни походи заедно със Сага бей от Ментеше. През 1304 г. на 24 октомври те завладяват Ефес, част от населението е избито, други са депортирани. Мехмед по това време е на служба при Гермиян. През 1308 г. той успява да завладее градчето Бирги (Birgi), който става негова столица. При конфликт Сага бей умира, а Мехмед се обявява за независим.
През 1317 г. войските му завладяват Смирна. На 23 юли 1319 г. неговата флота от 10 галери и 19 други кораби с общо 2600 души нападат Хиос, но е победен от рицарите на Родос.
През 1325 г. Мехмед разделя своя бейлик Айдън между петимата си сина, като запазва до смъртта си върховното управление. През 1332 г. той контролира пристанището на Смирна. Неговите пиратски кораби стигат до венецианското господство Негропонте (ит.: Signoria di Negroponte).

## Управление
През 1334 г. Умур наследява баща си. По-големият му брат Хъзър получава Ефес, като се подчинява на Умур и го наследява след гибелта му.
През 1335 г. Айдънлията заедно със северния си съсед от бейлик Сару хан, чието име добива и бейлика му, нападат за плячка Пелопонес. Среща се при Кара Бурун до Хиос с византийски пратеници на император Андроник III Палеолог, с които сключва военен съюз срещу италианските републики и османските турци, като турчинът дава назаем срещу много голяма сума кораби на императора, за да си върне обратно Лесбос. Договорът гарантира на Византия мир за няколко години и непрекъсната доставка на свежи военни контингенти. Става верен съюзник на Йоан VI Кантакузин, на когото помага във военните кампании през Гражданска война във Византия от 1341 – 1347 г.
През 1342 г. айдънският бей праща експедиционен корпус от 6000 войници при Солун, да помага на своя съюзник Йоан VI Кантакузин.
През 1343 г. на върха на своята сила Умур бег има 350 кораби и войска от 20 000 меча. Масираните му пиратски нападения и грабежи в Средиземно море и отвличане на християни в робство довеждат до обявяването на кръстоносен поход срещу него от папа Климент VI – известния Първи смирненски кръстоносен поход (1343 – 1351).
През 1344 г. отново прехвърля войски в Европа при своя съюзник Кантакузин, които се отдават на плячкосване в Беломорска Тракия.
Реакцията на българския владетел на Беломорието и Родопа севастократор Момчил е съкрушителна. Акостиралата в залива Порто Лагос турска ескадра през юни е атакувана през нощта от български съдове и запалена, изгорени са 3 вражески кораба, охраняващият я турски отряд е разгромен, убити са 250 от нашествениците. Тази победа остава в историята като битка при Абдера. Умур заедно с Кантакузин в отговор се отправят с главните си сили от Димотика срещу Царево (Ксанти) – столицата на българския беломорски владетел. Момчил маневрира умело с войската си, успява да изненада през юли край Гюмюрджина ромейския император, когато е без турските войски, разгромява го и едва не го пленява. След претърпените поражения турци и ромеи не смеят да продължат войната и се оттеглят победени.
На 28 октомври 1344 г. кръстоносните сили на Република Венеция и Родоските рицари с участието на кипърския крал Хуго ІV превземат столицата на емирството Смирна.
През 1345 г. Умур и византийският му съюзник са готови за ново нападение срещу българското беломорско деспотство. От Мала Азия дебаркират 20 000 турци, числеността на ромейските им съюзници не е известна. Момчил войвода изправя срещу тях своите много храбри и добре обучени, но едва около 5000 български воини и решава да приеме боя при крепостта Буруград (Перитор) отново до Порто Лагос, разчитайки на яката крепост. Гърците обаче от крепостта, които толкова силно е бранил от турските плячкаджии, извършват предателство и заключват портите на крепостта пред него. Това решава съдбата на смелите, но малобройни българи, изправили се срещу турската заплаха. На 7 юли след изключително ожесточен и кръвопролитен бой повечето от тях загиват в битката. В сражението срещу турците като обикновен войник пада и самият севастократор Момчил. Подвигът му е повторен след това от последния ромейски император, когато турците превземат и Константинопол.
Сражава се с войските на организирания срещу него Втори смирненски кръстоносен поход. Кръстоносците, водени от бургундеца Хумберт ІІ, дофен на Виен, печелят през февруари 1346 г. победа над турците в Митилини и укрепват владяната от християните част от Смирна, но съществени териториални промени няма.
През 1348 г. идва възмездието – силният флот на емирството е унищожен от обединените флоти на Венеция, Рицарите йоанити от Родос и Кипърското кралство. В атаката за връщане на превзетата от кръстоносните рицари столица Смирна Умур бег е убит в боя за цитаделата ѝ.

## След смъртта му
Наследява го неговият брат Хъзър, който става главен владетел на Айдън и премества столицата в Ефес. Той е принуден да сключи неизгоден мирен договор с кръстоносната коалиция, след който емирството Айдън запада и накрая е включено в турската Османска империя.
През 1389 г. айдънските бейове участват в османската войска в знаковата Битка при Косово поле.
През 1425 г. след сепаратистки вълнения бейликът Айдън окончателно е ликвидиран от османската власт.